# Big beat
Big beat je termín, používaný britským hudebním tiskem od poloviny 90. let, který popisuje několik hudebních uskupení jako jsou The Prodigy, Fatboy Slim, The Chemical Brothers, The Crystal Method, a Propellerheads, obyčejně řízený těžkými lámanými beaty a syntezátory, které vytvářejí smyčky a vzory běžně se zavedenými formami elektronické taneční hudby jako je techno a acid house. Big beat se také říkalo podžánru hudebního stylu Beat ze 60. let 20. století.

## Významní big beat umělci
- AlgoRythmiK
- Bentley Rhythm Ace
- Booming Tendency
- BT
- The Chemical Brothers
- Cirrus
- The Crystal Method
- David Holmes
- Death in Vegas
- Dub Pistols
- Fatboy Slim
- FC Kahuna
- Fluke
- Freestylers
- Groove Armada
- Hardknox
- Headrillaz
- Hexstatic
- Indian Ropeman
- Junkie XL
- Leftfield
- Lionrock
- Lo Fidelity Allstars
- Lunatic Calm
- Meat Beat Manifesto
- Mekon
- Mint Royale
- Monkey Mafia
- The Prodigy
- Rob Overseer
- Propellerheads
- Rob Dougan
- Space Raiders
- The Wiseguys